# トレジャーヴァレー・コミュニティ・カレッジ
トレジャーヴァレー・コミュニティ・カレッジ（Treasure Valley Community College, TVCC）は、アメリカ合衆国オレゴン州のオンタリオにあるコミュニティ・カレッジ。トレジャーヴァレーの西端に位置する。近くにはフォーリバーズ文化センターという建物があり、TVCCは同センター内のマイヤー＝マクリーン劇場を演劇などの上演に用いている。
TVCCは1963年に開学した。現在では年間に約6,000人の学生が在籍し、そのうち900人がフルタイムの学生である。